# 27224 Telus
27224 Telus è un asteroide della fascia principale. Scoperto nel 1999, presenta un'orbita caratterizzata da un semiasse maggiore pari a 2,3351154 au e da un'eccentricità di 0,0872167, inclinata di 6,07575° rispetto all'eclittica.